# Clemensia leucogramma
Clemensia leucogramma là một loài bướm đêm thuộc phân họ Arctiinae, họ Erebidae.